# Emmanuel Scheffer
Pour les articles homonymes, voir Scheffer.
Emmanuel Scheffer, en hébreu : עמנואל שפר, né le 1er février 1924 en Allemagne et mort le 28 décembre 2012 est un footballeur israélien.

## Biographie
Né en Allemagne, il part en Israël à l'âge de 26 ans et joue pour l'Hapoël Haïfa et l'Hapoël Kfar Sabah. Il devient ensuite entraîneur de l'Hapoel Kfar-Saba.
Il a été par deux fois le sélectionneur de l'équipe d'Israël de football de 1968 à 1970, et de 1978 à 1979. Quart-de-finaliste des Jeux olympiques d'été de 1968 au Mexique, il a dirigé l'équipe lors de sa seule apparition en phase finale de Coupe du monde en 1970.